# Lista över rymdsonder som skickats ut i solsystemet
[uppföljning saknas]
Detta är en lista över rymdsonder som har skickats ut i solsystemet. I listan inkluderas de som har lämnat jordens bana eller skjutits upp med den avsikten, men misslyckats. Rymdsonderna är sorterade utifrån sin planerade destination. Detta inkluderar sonder som skickats till planeter, månar, solen, asteroider och kometer. Förbiflygningar, inkluderat de som passerar jorden (exempelvis då de använder jordens gravitation för att öka farten eller ändra sin bana) listas. Detta gäller vare sig dessa varit planerade eller oplanerade gentemot målet med missionen. Rymdsonder som har blivit bekräftade inkluderas. Uppdrag som fortfarande befinner sig på idéstadiet, eller som aldrig tog sig längre än så, listas däremot inte.

## Nyckel
- – Grå skuggning indikerar ett lyckat, eller delvis lyckat uppdrag.
- † innebär "förslagsvis identifierade", som de klassificeras av NASA[1]. Detta är sovjetiska uppdrag under Kalla kriget, som oftast var misslyckanden, från vilka få eller inga detaljer officiellt har offentliggjorts. Informationen som ges om de uppdragen kan vara spekulativ.
- Om texten under rubriken "Rymdsond" är överstruken innebär det att uppdraget ställts in.

- Typ innebär en av:
  - förbiflygare (flyby) – rymdsonden är tänkt att flyga förbi dess mål.
  - kretsbanesond (orbiter) – rymdsonden är tänkt att studera sitt mål efter att ha gått i bana runt det.
  - landare (lander) – rymdsonden är tänkt att studera sitt mål från dess yta.
  - kraschlandare (impactor) – rymdsonden är tänkt att studera sitt mål till dess att det träffar målet och förstörs.
  - penetrerare (penetrator) – rymdsonden är tänkt att penetrera ytan på målet.
  - atmosfärssond/-ballong – rymdsonden är tänkt att studera atmosfären på målet.
  - provtagnings- och återföringssond (sample return) – rymdsonden är tänkt att föra tillbaka prov till jorden.
- Datum är tidpunkten för:
  - närmsta mötet (förbiflygningar) (closest encounter (flybys))
  - nedslaget (kraschlandare) (impact (impactors))
  - insättning i banan vid slutet av uppdraget, både planerade såväl som förhastade (kretsbanesonder)
  - landning till slutet på uppdraget, planerat eller oplanerat (landare) landing to end of mission, whether planned or premature (landers)
  - uppskjutning (uppdrag som aldrig kom iväg på grund av fel vid uppskjutningen eller strax därefter).

I de fall som inte passar i någon av ovanstående kategorier anges de händelser som datumet avser. Observera att på grund av detta sorteringssätt är uppdrag inte alltid sorterade efter uppskjutning.
- Under status innebär:
  - lyckad att uppdraget genomförde sina huvudmål. Vid förbiflygningar som är avgörande för huvudmålet, avser "lyckad" en framgångsrikt genomförd förbiflygning, inte nödvändigtvis att huvudmålet uppnåddes.
  - delvis lyckad att uppdraget kunde genomföra vissa men inte alla huvudmål.
  - misslyckad att uppdraget inte kunde genomföra något av sina huvudmål.

Andra kommentarer är självförklarande.

## Solsonder
Detta är rymdsonder som observerar solen från en heliocentrisk bana eller från en av jorden-solens lagrangepunkter. Listan exkluderar solobservatorier som går i bana runt jorden. 
| Rymdsond                  | Rymdsond                  | Organisation | Datum                                          | Typ                                              | Status        | Noteringar | Bild   | Referenser |
| ------------------------- | ------------------------- | ------------ | ---------------------------------------------- | ------------------------------------------------ | ------------- | --- | ------ | ---------- |
| Pioneer 5                 | Pioneer 5                 | NASA/ DOD    | mars – april 1960                              | kretsbanesond                                    | lyckad        | mätande av fenomen med magnetiska fält, partiklar från solutbrott, och jonisering i den interplanetära regionen                                                                                      |        | [ 2 ]      |
| Pioneer 6                 | Pioneer 6                 | NASA         | december 1965 – fortfarande kontaktbar år 2000 | kretsbanesond                                    | lyckad        | nätverk av monitorer som går i bana runt solen och som mäter "rymdvädret", observerar solvindar, kosmisk strålning och magnetfält                                                                    |        | [ 3 ]      |
| Pioneer 7                 | Pioneer 7                 | NASA         | august 1966 – fortfarande kontaktbar år 1995   | kretsbanesond                                    | lyckad        | nätverk av monitorer som går i bana runt solen och som mäter "rymdvädret", observerar solvindar, kosmisk strålning och magnetfält                                                                    | [ 4 ]  |            |
| Pioneer 8                 | Pioneer 8                 | NASA         | december 1967 – fortfarande kontaktbar år 2001 | kretsbanesond                                    | lyckad        | nätverk av monitorer som går i bana runt solen och som mäter "rymdvädret", observerar solvindar, kosmisk strålning och magnetfält                                                                    | [ 5 ]  |            |
| Pioneer 9                 | Pioneer 9                 | NASA         | november 1968 – maj 1983                       | kretsbanesond                                    | lyckad        | nätverk av monitorer som går i bana runt solen och som mäter "rymdvädret", observerar solvindar, kosmisk strålning och magnetfält                                                                    | [ 6 ]  |            |
| Pioneer E                 | Pioneer E                 | NASA         | 27 augusti, 1969                               | kretsbanesond                                    | misslyckad    | tänkt som en del av Pioneer 6–9-nätverket; misslyckades med att lägga sig i bana |        | [ 7 ]      |
| Helios 1                  | Helios 1                  | NASA/ BWF    | november 1974 – 1982                           | kretsbanesond                                    | lyckad        | observationer av solvindar, magnetiska och elektriska fält, kosmisk strålning och kosmiskt stoft mellan jorden och solen                                                                             |        | [ 8 ]      |
| Helios 2                  | Helios 2                  | NASA/ BWF    | januari 1976 – 1985?                           | kretsbanesond                                    | lyckad        | observationer av solvindar, magnetiska och elektriska fält, kosmisk strålning och kosmiskt stoft mellan jorden och solen                                                                             | [ 9 ]  |            |
| ISEE-3                    | ISEE-3                    | NASA         | 1978 – 1982                                    | kretsbanesond                                    | lyckad        | observerade solfenomen i konjunktion med sonderna ISEE-1 och ISEE-2 som låg i bana runt jorden (senare omdöpta till International Cometary Explorer (ICE) och styrda till kometen Giacobini-Zinner). |        | [ 10 ]     |
| Ulysses (första passagen) | Ulysses (första passagen) | ESA NASA     | 1994                                           | kretsbanesond                                    | lyckad        | observationer av solens sydpol |        | [ 11 ]     |
| Ulysses (första passagen) | Ulysses (första passagen) | ESA NASA     | 1995                                           | kretsbanesond                                    | lyckad        | observationer av solens nordpol |        | [ 11 ]     |
| WIND                      | WIND                      | NASA         | november 1994 — fortfarande aktiv (april 2008) | kretsbanesond                                    | lyckad        | mätningar av solvinden |        | [ 13 ]     |
| SOHO                      | SOHO                      | ESA NASA     | maj 1996 – fortfarande aktiv (maj 2008)        | kretsbanesond                                    | lyckad        | undersökningar av solens kärna, korona och solvinden |        | [ 14 ]     |
| ACE                       | ACE                       | NASA         | augusti 1997 – fortfarande aktiv (maj 2008)    | kretsbanesond                                    | lyckad        | observationer av solvinden |        | [ 15 ]     |
| Ulysses (andra passagen)  | Ulysses (andra passagen)  | ESA NASA     | 2000                                           | kretsbanesond                                    | lyckad        | observationer av sydpolen |        | [ 11 ]     |
| Ulysses (andra passagen)  | Ulysses (andra passagen)  | ESA NASA     | 2001                                           | kretsbanesond                                    | lyckad        | observationer av nordpolen |        | [ 11 ]     |
| Genesis                   | Genesis                   | NASA         | 2001–2004                                      | kretsbanesond/ provtagnings- och återföringssond | delvis lyckad | återförande av prov från solvinden; kraschlandade vid återkomsten till jorden, delar av proven räddades                                                                                              |        | [ 16 ]     |
| STEREO A                  | STEREO A                  | NASA         | december 2006 – 2-årig mission planerad        | kretsbanesond                                    | operativ      | stereofotografiska bilder av koronans massutslungande och andra solfenomen |        | [ 17 ]     |
| STEREO B                  | STEREO B                  | NASA         | december 2006 – 2-årig mission planerad        | kretsbanesond                                    | operativ      | stereofotografiska bilder av koronans massutslungande och andra solfenomen | [ 18 ] |            |
| Ulysses (tredje passagen) | Ulysses (tredje passagen) | ESA NASA     | 2007                                           | kretsbanesond                                    | lyckad        | observationer av sydpolen |        | [ 11 ]     |
| Ulysses (tredje passagen) | Ulysses (tredje passagen) | ESA NASA     | 2008                                           | kretsbanesond                                    | delvis lyckad | observationer av nordpolen; några data kom in trots misslyckad kraft och minskad överföringskapacitet                                                                                                |        | [ 11 ]     |
| Solar Sentinels           | Solar Sentinels           | NASA         |                                                | flera kretsbanesonder                            | planerad      | sex sonder som övervakar solen |        | [ 19 ]     |
| Solar Orbiter             | Solar Orbiter             | ESA          | 2015                                           | kretsbanesond                                    | planerad      | observationer av solen på nära håll |        | [ 20 ]     |
| Parker Solar Probe        | Parker Solar Probe        | NASA         | 12 augusti 2018                                | kretsbanesond                                    | pågår         | observationer av koronan på nära håll |        | [ 21 ]     |

## Merkuriussonder
| Rymdsond                       | Rymdsond                  | Organisation | Datum                     | Typ              | Status           | Noteringar              | Bild | Referenser |
| ------------------------------ | ------------------------- | ------------ | ------------------------- | ---------------- | ---------------- | ----------------------- | ---- | ---------- |
| Mariner 10                     | Mariner 10                | NASA         | 29 mars, 1974             | förbiflygare     | lyckad           | minsta avståndet 704 km |      | [ 22 ]     |
| Mariner 10                     | Mariner 10                | NASA         | 21 september, 1974        | förbiflygare     | lyckad           | 48 069 km               |      | [ 22 ]     |
| Mariner 10                     | Mariner 10                | NASA         | 16 mars, 1975             | förbiflygare     | lyckad           | 327 km                  |      | [ 22 ]     |
| MESSENGER                      | MESSENGER                 | NASA         | 14 januari, 2008          | förbiflygare     | lyckad           | minsta avståndet 200 km |      | [ 23 ]     |
| MESSENGER                      | MESSENGER                 | NASA         | 6 oktober, 2008           | förbiflygare     | lyckad           | minsta avståndet 200 km |      | [ 23 ]     |
| MESSENGER                      | MESSENGER                 | NASA         | 30 september, 2009        | förbiflygare     | lyckad           | minsta avståndet 200 km |      | [ 23 ]     |
| MESSENGER                      | MESSENGER                 | NASA         | 18 mars, 2011 – mars 2015 | kretsbanesond    | lyckad           |                         |      | [ 23 ]     |
| BepiColombo                    | BepiColombo               | ESA JAXA     | 20 oktober 2018           |                  |                  |                         |      | [ 24 ]     |
|                                | Mercury Planetary Orbiter | ESA          |                           | kretsbanesond    | på väg mot målet |                         |      | [ 24 ]     |
| Mercury Magnetospheric Orbiter | JAXA                      |              | kretsbanesond             | på väg mot målet |                  |                         |      | [ 24 ]     |
| Mercury Surface Element        | ESA                       |              | landare                   | inställd         |                  |                         |      | [ 24 ]     |

## Venussonder
| Rymdsond                 | Rymdsond                 | Organisation  | Datum                               | Typ                               | Status                                                                | Noteringar | Bild   | Referenser |
| ------------------------ | ------------------------ | ------------- | ----------------------------------- | --------------------------------- | --------------------------------------------------------------------- | --- | ------ | ---------- |
| Sputnik 7                | Sputnik 7                | Sovjetunionen | 4 februari, 1961                    | landare                           | misslyckad                                                            | misslyckades med att bryta sig lös från jordens bana                                                                          |        | [ 25 ]     |
| Venera 1                 | Venera 1                 | Sovjetunionen | 19 maj, 1961 – 20 maj, 1961         | förbiflygare                      | misslyckad                                                            | kontakten förlorad sju dagar efter uppskjutningen; första rymdfarkosten att flyga förbi en annan planet                       |        | [ 26 ]     |
| Mariner 1                | Mariner 1                | NASA          | 22 juli, 1962                       | förbiflygare                      | misslyckad                                                            | fjärrmanövrering misslyckades kort efter uppskjutningen                                                                       |        | [ 27 ]     |
| Sputnik 19               | Sputnik 19               | Sovjetunionen | 25 augusti, 1962                    | landare                           | misslyckad                                                            | misslyckades med att bryta sig lös från jordens bana                                                                          |        | [ 28 ]     |
| Sputnik 20               | Sputnik 20               | Sovjetunionen | 1 september, 1962                   | landare                           | misslyckad                                                            | misslyckades med att bryta sig lös från jordens bana                                                                          |        | [ 29 ]     |
| Sputnik 21               | Sputnik 21               | Sovjetunionen | 12 september, 1962                  | förbiflygare                      | misslyckad                                                            | tredje steget exploderade |        | [ 30 ]     |
| Mariner 2                | Mariner 2                | NASA          | 14 december, 1962                   | förbiflygare                      | lyckad                                                                | den första lyckade förbiflygningen av Venus; minsta avståndet var 34 773 km                                                   |        | [ 31 ]     |
| Kosmos 21†               | Kosmos 21†               | Sovjetunionen | 11 november, 1963                   | förbiflygare?                     | misslyckad                                                            | misslyckades med att bryta sig lös från jordens bana                                                                          |        | [ 32 ]     |
| Venera 1964A†            | Venera 1964A†            | Sovjetunionen | 19 februari, 1964                   | förbiflygare                      | misslyckad                                                            | misslyckades med att lägga sig i bana runt jorden                                                                             |        | [ 1 ]      |
| Venera 1964B†            | Venera 1964B†            | Sovjetunionen | 1 mars, 1964                        | förbiflygare                      | misslyckad                                                            | misslyckades med att lägga sig i bana runt jorden                                                                             |        | [ 1 ]      |
| Kosmos 27                | Kosmos 27                | Sovjetunionen | 27 mars, 1964                       | förbiflygare                      | misslyckad                                                            | misslyckades med att bryta sig lös från jordens bana                                                                          |        | [ 33 ]     |
| Zond 1                   | Zond 1                   | Sovjetunionen | 1964                                | förbiflygare och möjligen landare | misslyckad                                                            | kontakten förlorad på vägen                                                                                                   |        | [ 34 ]     |
| Kosmos 96                | Kosmos 96                | Sovjetunionen | 23 november, 1965                   | landare                           | misslyckad                                                            | exploderade? |        | [ 35 ]     |
| Venera 1965A†            | Venera 1965A†            | Sovjetunionen | 26 november, 1965                   | förbiflygare                      | misslyckad                                                            | bärraketen fungerade inte? |        | [ 1 ]      |
| Venera 2                 | Venera 2                 | Sovjetunionen | 27 februari, 1966                   | förbiflygare                      | misslyckad                                                            | slutade att fungera på vägen                                                                                                  |        | [ 36 ]     |
| Venera 3                 | Venera 3                 | Sovjetunionen | 1 mars, 1966                        | landare                           | misslyckad                                                            | kontakten förlorad före ankomsten; första rymdfarkosten att slå ned på ytan på en annan planet                                |        | [ 37 ]     |
| Kosmos 167               | Kosmos 167               | Sovjetunionen | 17 juni, 1967                       | landare                           | misslyckad                                                            | misslyckades med att bryta sig lös från jordens bana                                                                          |        | [ 38 ]     |
| Venera 4                 | Venera 4                 | Sovjetunionen | 18 oktober, 1967                    | atmosfärssond                     | lyckad                                                                | fortsatte att sända från en continued to transmit to an altitud av 25 km                                                      |        | [ 39 ]     |
| Mariner 5                | Mariner 5                | NASA          | 19 oktober, 1967                    | förbiflygare                      | lyckad                                                                | minsta avstånd 5 000 km |        | [ 40 ]     |
| Venera 5                 | Venera 5                 | Sovjetunionen | 16 maj, 1969                        | atmosfärssond                     | lyckad                                                                | |        | [ 41 ]     |
| Venera 6                 | Venera 6                 | Sovjetunionen | 17 maj, 1969                        | atmosfärssond                     | lyckad                                                                | |        | [ 42 ]     |
| Kosmos 359               | Kosmos 359               | Sovjetunionen | 22 augusti, 1970                    | landare?                          | misslyckad                                                            | misslyckades med att bryta sig lös från jordens bana                                                                          |        | [ 43 ]     |
| Venera 7                 | Venera 7                 | Sovjetunionen | 15 december, 1970                   | landare                           | lyckad                                                                | första lyckade landningen på en annan planet; signaler återkom från ytan under 23 minuter                                     |        | [ 44 ]     |
| Kosmos 482               | Kosmos 482               | Sovjetunionen | 31 mars, 1972                       | landare?                          | misslyckad                                                            | misslyckades med att bryta sig lös från jordens bana                                                                          |        | [ 45 ]     |
| Venera 8                 | Venera 8                 | Sovjetunionen | 22 juli, 1972                       | landare                           | lyckad                                                                | signaler återkom från ytan under 50 minuter                                                                                   |        | [ 46 ]     |
| Mariner 10               | Mariner 10               | NASA          | 5 februari, 1974                    | förbiflygare                      | lyckad                                                                | minsta avståndet var 5768 km, på väg till Merkurius; det första användandet av gravitationshjälp av en interplanetär rymdsond |        | [ 22 ]     |
| Venera 9                 | Venera 9                 | Sovjetunionen | 1975                                | kretsbanesond                     | lyckad                                                                | |        | [ 47 ]     |
| Venera 9                 | Venera 9                 | Sovjetunionen | 22 oktober, 1975                    | landare                           | lyckad                                                                | första bilderna från ytan |        | [ 48 ]     |
| Venera 10                | Venera 10                | Sovjetunionen | 1975                                | kretsbanesond                     | lyckad                                                                | |        | [ 49 ]     |
| Venera 10                | Venera 10                | Sovjetunionen | 23 oktober, 1975                    | landare                           | lyckad                                                                | |        | [ 50 ]     |
| Pioneer Venus Orbiter    | Pioneer Venus Orbiter    | NASA          | 4 december, 1978 – 1992             | kretsbanesond                     | lyckad                                                                | |        | [ 51 ]     |
| Pioneer Venus Multiprobe | Pioneer Venus Multiprobe | NASA          | 9 december, 1978                    |                                   |                                                                       | |        |            |
|                          | bus                      |               |                                     | probe transporter                 | lyckad                                                                | |        | [ 52 ]     |
| large probe              |                          |               | atmosfärssond                       | lyckad                            |                                                                       | | [ 53 ] |            |
| north probe              |                          |               | atmosfärssond                       | lyckad                            |                                                                       | | [ 54 ] |            |
| day probe                |                          |               | atmosfärssond                       | lyckad                            | överlevde nedslaget och fortsatte att sända från ytan i över en timme | [ 55 ] |        |            |
| night probe              |                          |               | atmosfärssond                       | lyckad                            |                                                                       | [ 56 ] |        |            |
| Venera 12                | Venera 12                | Sovjetunionen | 21 december, 1978                   | förbiflygare                      | lyckad                                                                | minsta avstånd 34 000 km |        | [ 57 ]     |
| Venera 12                | Venera 12                | Sovjetunionen | 21 december, 1978                   | landare                           | delvis lyckad                                                         | vissa instrument misslyckandes                                                                                                |        | [ 58 ]     |
| Venera 11                | Venera 11                | Sovjetunionen | 25 december, 1978                   | förbiflygare                      | lyckad                                                                | minsta avstånd 34 000 km |        | [ 59 ]     |
| Venera 11                | Venera 11                | Sovjetunionen | 25 december, 1978                   | landare                           | delvis lyckad                                                         | vissa instrument misslyckandes                                                                                                |        | [ 60 ]     |
| Venera 13                | Venera 13                | Sovjetunionen | 1 mars 1982                         | förbiflygare                      | lyckad                                                                | |        | [ 61 ]     |
| Venera 13                | Venera 13                | Sovjetunionen | 1 mars 1982                         | landare                           | lyckad                                                                | fungerade på ytan under 127 minuter                                                                                           |        | [ 62 ]     |
| Venera 14                | Venera 14                | Sovjetunionen | 5 mars 1982                         | förbiflygare                      | lyckad                                                                | |        | [ 63 ]     |
| Venera 14                | Venera 14                | Sovjetunionen | 5 mars 1982                         | landare                           | lyckad                                                                | fungerade på ytan under 57 minuter                                                                                            |        | [ 64 ]     |
| Venera 15                | Venera 15                | Sovjetunionen | 1983–1984                           | kretsbanesond                     | lyckad                                                                | kartläggning med radar |        | [ 65 ]     |
| Venera 16                | Venera 16                | Sovjetunionen | 1983–1984                           | kretsbanesond                     | lyckad                                                                | kartläggning med radar |        | [ 66 ]     |
| Vega 1                   | Vega 1                   | Sovjetunionen | 11 juni, 1985                       | förbiflygare                      | lyckad                                                                | fortsatte med en förbiflygning av Halleys komet                                                                               |        | [ 67 ]     |
| Vega 1                   | Vega 1                   | Sovjetunionen | 11 juni, 1985                       | landare                           | misslyckad                                                            | instrumenten vecklade ut sig för tidigt                                                                                       |        | [ 68 ]     |
| Vega 1                   | Vega 1                   | Sovjetunionen | 11 juni, 1985                       | atmosfärsballong                  | lyckad                                                                | |        | [ 69 ]     |
| Vega 2                   | Vega 2                   | Sovjetunionen | 15 juni, 1985                       | förbiflygare                      | lyckad                                                                | fortsatte med en förbiflygning av Halleys komet                                                                               |        | [ 70 ]     |
| Vega 2                   | Vega 2                   | Sovjetunionen | 15 juni, 1985                       | landare                           | lyckad                                                                | |        | [ 71 ]     |
| Vega 2                   | Vega 2                   | Sovjetunionen | 15 juni, 1985                       | atmosfärsballong                  | lyckad                                                                | |        | [ 72 ]     |
| Galileo                  | Galileo                  | NASA          | 10 februari, 1990                   | förbiflygare                      | lyckad                                                                | gravitationshjälp på väg mot Jupiter; minsta avståndet 16 000 km                                                              |        | [ 73 ]     |
| Magellan                 | Magellan                 | NASA          | 10 augusti, 1990 – 12 oktober, 1994 | kretsbanesond                     | lyckad                                                                | global radarkartläggning |        | [ 74 ]     |
| Cassini                  | Cassini                  | NASA/ ESA ASI | 26 april, 1998                      | förbiflygare                      | lyckad                                                                | gravitationshjälp på väg mot Saturnus                                                                                         |        | [ 75 ]     |
| Cassini                  | Cassini                  | NASA/ ESA ASI | 24 juni, 1999                       | förbiflygare                      | lyckad                                                                | gravitationshjälp på väg mot Saturnus                                                                                         |        | [ 75 ]     |
| Venus Express            | Venus Express            | ESA           | 11 april, 2006 – 18 januari, 2015   | kretsbanesond                     | lyckad                                                                | studier av atmosfären |        | [ 76 ]     |
| MESSENGER                | MESSENGER                | NASA          | 24 oktober, 2006                    | förbiflygare                      | lyckad                                                                | endast gravitationshjälp; minsta avståndet 2 990 km                                                                           |        | [ 23 ]     |
| MESSENGER                | MESSENGER                | NASA          | 6 juni, 2007                        | förbiflygare                      | lyckad                                                                | minsta avståndet 300 km; på väg till Merkurius                                                                                |        | [ 23 ]     |
| PLANET-C (Akatsuki)      | PLANET-C (Akatsuki)      | JAXA          | 6 december 2010                     | kretsbanesond                     | misslyckad                                                            | misslyckades att gå in i omloppsbana runt planeten 2010                                                                       |        | [ 77 ]     |
| PLANET-C (Akatsuki)      | PLANET-C (Akatsuki)      | JAXA          | 7 december 2015                     | kretsbanesond                     | lyckad                                                                | misslyckades att gå in i omloppsbana runt planeten 2010                                                                       |        | [ 77 ]     |
| IKAROS                   | IKAROS                   | JAXA          | 8 december 2010                     | förbiflygare                      | lyckad                                                                | Solsegel |        | [ 78 ]     |
| Shin'en                  | Shin'en                  | UNISEC        | December 2010?                      | förbiflygare                      | misslyckad                                                            | tappade kontakten strax efter uppskjutningen                                                                                  |        |            |
| Venera-D                 | Venera-D                 | RFSA          | 2013                                | kretsbanesond                     | planerad                                                              | |        | [ 79 ]     |
| Venus In-Situ Explorer   | Venus In-Situ Explorer   | NASA          | 2013                                | in-situ explorer                  | planerad                                                              | |        | [ 80 ]     |
| Venus Surface Explorer   | Venus Surface Explorer   | NASA          | 2020                                | in-situ explorer                  | planerad                                                              | |        | [ 81 ]     |

## Förbiflygningar av jorden
Detta är de sonder som i förbigående genomförde förbiflygningar av jorden under missioner på väg mot andra himlakroppar, ofta som en del för att få gravitationshjälp av omloppsmanövrarna. De sonder som går i bana runt jorden är inte listade.
| Rymdsond                             | Rymdsond                             | Organisation  | Datum             | Typ          | Status                                           | Noteringar | Bild | Referenser |
| ------------------------------------ | ------------------------------------ | ------------- | ----------------- | ------------ | ------------------------------------------------ | --- | ---- | ---------- |
| Giotto (första passagen)             | Giotto (första passagen)             | ESA           | 2 juli, 1990      | förbiflygare | lyckad                                           | första förbiflygningen av jorden, på väg mot kometen Grigg-Skjellerup |      | [ 82 ]     |
| Galileo (första passagen)            | Galileo (första passagen)            | NASA          | 8 oktober, 1990   | förbiflygare | lyckad                                           | gravitationshjälp på väg mot Jupiter; minsta avståndet var 960 km |      | [ 73 ]     |
| Sakigake (första passagen)           | Sakigake (första passagen)           | ISAS          | 8 januari, 1992   | förbiflygare |                                                  | besökte tidigare Halleys komet |      | [ 83 ]     |
| Suisei                               | Suisei                               | ISAS          | 20 augusti, 1992  | förbiflygare | misslyckad                                       | besökte tidigare Halleys komet; hydrazin förbrukades och ytterligare planerade förbiflygningar förbi kometer övergavs                                                                                 |      | [ 84 ]     |
| Galileo (andra passagen)             | Galileo (andra passagen)             | NASA          | 8 december, 1992  | förbiflygare | lyckad                                           | gravitationshjälp på väg mot Jupiter; minsta avståndet 305 km |      | [ 73 ]     |
| Sakigake (andra och tredje passagen) | Sakigake (andra och tredje passagen) | ISAS          | 14 juni, 1993     | förbiflygare |                                                  | |      | [ 83 ]     |
| Sakigake (andra och tredje passagen) | Sakigake (andra och tredje passagen) | ISAS          | 28 oktober, 1994  | förbiflygare | utan bränsle; kontakten förlorad i november 1995 | |      | [ 83 ]     |
| NEAR Shoemaker                       | NEAR Shoemaker                       | NASA          | 23 januari, 1998  | förbiflygare | lyckad                                           | gravitationshjälp på väg mot Eros; minsta avståndet 540 km |      | [ 85 ]     |
| Nozomi (första passagen)             | Nozomi (första passagen)             | ISAS          | 20 december, 1998 | förbiflygare | delvis lyckad                                    | gravitationshjälp på en planerad mission till Mars; en ventil (valve) fungerade inte under förbiflygningen vilket krävde extra bränsle, vilket senare ledde till en förändrad plan gällande dess bana |      | [ 86 ]     |
| Giotto (andra passagen)              | Giotto (andra passagen)              | ESA           | 1 juli, 1999      | förbiflygare | n/a                                              | återaktiverades inte |      | [ 82 ]     |
| Cassini                              | Cassini                              | NASA/ ESA ASI | augusti, 1999     | förbiflygare | lyckad                                           | gravitationshjälp på väg mot Saturnus |      | [ 75 ]     |
| Stardust (första passagen)           | Stardust (första passagen)           | NASA          | 15 januari, 2001  | förbiflygare | lyckad                                           | gravitationshjälp på väg mot kometen 81P/Wild |      | [ 87 ]     |
| Nozomi (andra passagen)              | Nozomi (andra passagen)              | ISAS          | december, 2002    | förbiflygare | lyckad                                           | gravitationshjälp på väg mot Mars |      | [ 86 ]     |
| Nozomi (tredje passagen)             | Nozomi (tredje passagen)             | ISAS          | 19 juni, 2003     | förbiflygare | lyckad                                           | gravitationshjälp på väg mot Mars |      | [ 86 ]     |
| Hayabusa                             | Hayabusa                             | ISAS          | 19 maj, 2004      | förbiflygare | lyckad                                           | på väg mot Itokawa |      | [ 88 ]     |
| Rosetta (första passagen)            | Rosetta (första passagen)            | ESA           | 4 mars, 2005      | förbiflygare | lyckad                                           | gravitationshjälp på väg mot asteroid- och kometmöten |      | [ 89 ]     |
| MESSENGER                            | MESSENGER                            | NASA          | 2 augusti, 2005   | förbiflygare | lyckad                                           | på väg mot Venus och Merkurius |      | [ 23 ]     |
| Stardust (andra passagen)            | Stardust (andra passagen)            | NASA          | 15 januari, 2006  | förbiflygare | lyckad                                           | släppte av en provtagnings- och återföringsrymdkapsel |      | [ 87 ]     |
| Rosetta (andra passagen)             | Rosetta (andra passagen)             | ESA           | 13 november, 2007 | förbiflygare | lyckad                                           | gravitationshjälp på väg mot asteroid- och kometmöten |      | [ 89 ]     |
| Deep Impact (numera betecknad EPOXI) | Deep Impact (numera betecknad EPOXI) | NASA          | 31 december, 2007 | förbiflygare | lyckad                                           | besökte tidigare kometen 9P/Tempel; gravitationshjälp på väg mot möte med kometen 103P/Hartley |      | [ 90 ]     |
| Stardust (tredje passagen)           | Stardust (tredje passagen)           | NASA          | 14 januari, 2009  | förbiflygare | har ännu inte anlänt                             | förlängning av uppdraget till kometen 9P/Tempel |      | [ 87 ]     |
| Rosetta (tredje passagen)            | Rosetta (tredje passagen)            | ESA           | 13 november, 2009 | förbiflygare | har ännu inte anlänt                             | gravitationshjälp på väg mot asteroid- och kometmöten |      | [ 89 ]     |

## Månsonder
Denna lista inkluderar inte de bemannade Apollouppdragen.
| Rymdsond                     | Rymdsond                     | Organisation  | Datum                                      | Typ                                          | Status        | Noteringar | Bild | Referenser |
| ---------------------------- | ---------------------------- | ------------- | ------------------------------------------ | -------------------------------------------- | ------------- | --- | ---- | ---------- |
| Pioneer 0                    | Pioneer 0                    | DOD           | 17 augusti, 1958                           | kretsbanesond                                | misslyckad    | första försöket att skjuta upp utanför jordens bana; bärraketen fungerade inte; högsta altituden var 16 km |      | [ 91 ]     |
| Luna 1958A†                  | Luna 1958A†                  | Sovjetunionen | 23 september, 1958                         | kraschlandare                                | misslyckad    | bärraketen fungerade inte |      | [ 1 ]      |
| Pioneer 1                    | Pioneer 1                    | NASA/ DOD     | 11 oktober, 1958                           | kretsbanesond                                | misslyckad    | andra steget stängdes av i förtid; högsta altituden 113 800 km; en del data återsändes |      | [ 92 ]     |
| Luna 1958B†                  | Luna 1958B†                  | Sovjetunionen | 12 oktober, 1958                           | kraschlandare                                | misslyckad    | bärraketen fungerade inte |      | [ 1 ]      |
| Pioneer 2                    | Pioneer 2                    | NASA/ STL     | 8 november, 1958                           | kretsbanesond                                | misslyckad    | tredje steget misslyckades; högsta altituden 1 550 km; en del data återsändes |      | [ 93 ]     |
| Luna 1958C†                  | Luna 1958C†                  | Sovjetunionen | 4 december, 1958                           | kraschlandare                                | misslyckad    | bärraketen fungerade inte |      | [ 1 ]      |
| Pioneer 3                    | Pioneer 3                    | NASA/ DOD     | 6 december, 1958                           | förbiflygare                                 | misslyckad    | bränslet förbrukades; högsta altituden 102 360 km; en del data återsändes |      | [ 94 ]     |
| Luna 1                       | Luna 1                       | Sovjetunionen | 4 januari, 1959                            | förbiflygare                                 | delvis lyckad | första rymdsonden i närheten av Månen (flög inom 5 995 km, men var troligtvis planerad att krascha på ytan) |      | [ 95 ]     |
| Luna 1959A†                  | Luna 1959A†                  | Sovjetunionen | 18 juni, 1959                              | kraschlandare                                | misslyckad    | misslyckades med att lägga sig i bana runt jorden |      | [ 1 ]      |
| Pioneer 4                    | Pioneer 4                    | NASA/ DOD     | 4 mars, 1959                               | förbiflygare                                 | delvis lyckad | lyckades med en avlägsen förbiflygning; första amerikanska rymdsonden att lägga sig i bana runt solen |      | [ 96 ]     |
| Luna 2                       | Luna 2                       | Sovjetunionen | 14 september, 1959                         | kraschlandare                                | lyckad        | första nedslaget på Månen |      | [ 97 ]     |
| Pioneer P-1                  | Pioneer P-1                  | NASA          | 24 september, 1959?                        | kretsbanesond?                               | misslyckad    | benämns ibland som en misslyckad uppskjutning eller som en explosion på avfyrningsrampen vid testning; motsägelsefull information mellan källor |      |            |
| Luna 3                       | Luna 3                       | Sovjetunionen | 6 oktober, 1959                            | förbiflygare                                 | lyckad        | första bilderna från Månens bortre sida |      | [ 98 ]     |
| Pioneer P-3                  | Pioneer P-3                  | NASA          | 26 november, 1959                          | kretsbanesond                                | misslyckad    | trasades sönder strax efter uppskjutningen |      | [ 99 ]     |
| Luna 1960A†                  | Luna 1960A†                  | Sovjetunionen | 15 april, 1960                             | förbiflygare                                 | misslyckad    | misslyckades med att uppnå en korrekt bana |      | [ 1 ]      |
| Luna 1960B†                  | Luna 1960B†                  | Sovjetunionen | 16 april, 1960                             | förbiflygare                                 | misslyckad    | bärraketen fungerade inte |      | [ 1 ]      |
| Pioneer P-30                 | Pioneer P-30                 | NASA          | 25 september, 1960                         | kretsbanesond                                | misslyckad    | andra steget misslyckades; misslyckades med att lägga sig i bana runt jorden |      | [ 100 ]    |
| Pioneer P-31                 | Pioneer P-31                 | NASA          | 15 december, 1960                          | kretsbanesond                                | misslyckad    | första steget misslyckades |      | [ 101 ]    |
| Ranger 3                     | Ranger 3                     | NASA          | 29 januari, 1962                           | kraschlandare                                | misslyckad    | missade målet |      | [ 102 ]    |
| Ranger 4                     | Ranger 4                     | NASA          | 26 april, 1962                             | kraschlandare                                | misslyckad    | träffade den bortre sidan av Månen, inga data mottogs |      | [ 103 ]    |
| Ranger 5                     | Ranger 5                     | NASA          | 21 oktober, 1962                           | kraschlandare                                | misslyckad    | strömavbrott, missade målet |      | [ 104 ]    |
| Sputnik 25                   | Sputnik 25                   | Sovjetunionen | 5 januari, 1963                            | landare                                      | misslyckad    | misslyckades med att bryta sig lös från jordens bana |      | [ 105 ]    |
| Luna 1963B†                  | Luna 1963B†                  | Sovjetunionen | 2 februari, 1963                           | landare?                                     | misslyckad    | misslyckades med att lägga sig i bana runt jorden |      | [ 1 ]      |
| Luna 4                       | Luna 4                       | Sovjetunionen | 5 april, 1963                              | landare?                                     | misslyckad    | missade målet och blev en satellit till jorden |      | [ 106 ]    |
| Ranger 6                     | Ranger 6                     | NASA          | 2 februari, 1964                           | kraschlandare                                | delvis lyckad | kraschade, men inga bilder sändes tillbaka på grund av strömavbrott |      | [ 107 ]    |
| Luna 1964A†                  | Luna 1964A†                  | Sovjetunionen | 21 mars, 1964                              | landare                                      | misslyckad    | misslyckades med att lägga sig i bana runt jorden |      | [ 1 ]      |
| Luna 1964B†                  | Luna 1964B†                  | Sovjetunionen | 20 april, 1964                             | landare                                      | misslyckad    | misslyckades med att lägga sig i bana runt jorden |      | [ 1 ]      |
| Zond 1964A†                  | Zond 1964A†                  | Sovjetunionen | 4 juni, 1964                               | förbiflygare                                 | misslyckad    | misslyckades med att lägga sig i bana runt jorden |      | [ 1 ]      |
| Ranger 7                     | Ranger 7                     | NASA          | 31 juli, 1964                              | kraschlandare                                | lyckad        | återsände bilder fram tills kollisionen |      | [ 108 ]    |
| Ranger 8                     | Ranger 8                     | NASA          | 20 februari, 1965                          | kraschlandare                                | lyckad        | sände tillbaka bilder fram tills nedslaget |      | [ 109 ]    |
| Kosmos 60                    | Kosmos 60                    | Sovjetunionen | 12 mars, 1965                              | landare                                      | misslyckad    | misslyckades med att bryta sig lös från jordens bana |      | [ 110 ]    |
| Ranger 9                     | Ranger 9                     | NASA          | 24 mars, 1965                              | kraschlandare                                | lyckad        | TV-sändningar av livebilder fram tills nedslaget |      | [ 111 ]    |
| Luna 1965A†                  | Luna 1965A†                  | Sovjetunionen | 10 april, 1965                             | landare?                                     | misslyckad    | misslyckades med att lägga sig i bana runt jorden? |      | [ 1 ]      |
| Luna 5                       | Luna 5                       | Sovjetunionen | 12 maj, 1965                               | landare                                      | misslyckad    | kraschade in i Månen |      | [ 112 ]    |
| Luna 6                       | Luna 6                       | Sovjetunionen | 8 juni, 1965                               | landare                                      | misslyckad    | missade Månen |      | [ 113 ]    |
| Zond 3                       | Zond 3                       | Sovjetunionen | 20 juli, 1965                              | förbiflygare                                 | lyckad        | |      | [ 114 ]    |
| Luna 7                       | Luna 7                       | Sovjetunionen | 7 oktober, 1965                            | landare                                      | misslyckad    | kraschade in i Månen |      | [ 115 ]    |
| Luna 8                       | Luna 8                       | Sovjetunionen | 6 december, 1965                           | landare                                      | misslyckad    | kraschade in i Månen |      | [ 116 ]    |
| Luna 9                       | Luna 9                       | Sovjetunionen | 3 februari, 1966 – 6 februari, 1966        | landare                                      | lyckad        | den första mjuka landningen; första bilderna från ytan |      | [ 117 ]    |
| Kosmos 111                   | Kosmos 111                   | Sovjetunionen | 1 mars, 1966                               | kretsbanesond                                | misslyckad    | misslyckades med att bryta sig lös från jordens bana |      | [ 118 ]    |
| Luna 10                      | Luna 10                      | Sovjetunionen | 3 april, 1966 – 30 maj, 1966               | kretsbanesond                                | lyckad        | Månens första artificiella satellit |      | [ 119 ]    |
| Luna 1966A†                  | Luna 1966A†                  | Sovjetunionen | 30 april, 1966                             | kretsbanesond?                               | misslyckad    | misslyckades med att lägga sig i bana runt jorden |      | [ 1 ]      |
| Surveyor 1                   | Surveyor 1                   | NASA          | 2 juni, 1966                               | landare                                      | lyckad        | USA:s första mjuka landning; Surveyorprogrammet utförde skiftande tester för att understödja kommande bemannade landningar |      | [ 120 ]    |
| Explorer 33                  | Explorer 33                  | NASA          | 1 juli, 1966 – 15 september, 1971          | kretsbanesond                                | delvis lyckad | studerade interplanetarisk plasma, kosmisk strålning, magnetfält och röntgenstrålning från solen; misslyckades med att lägga sig i bana runt Månen vilket var planen, men lyckades genomföra uppdragets mål från en bana runt jorden                     |      | [ 121 ]    |
| Lunar Orbiter 1              | Lunar Orbiter 1              | NASA          | 14 augusti, 1966 – 29 oktober, 1966        | kretsbanesond                                | lyckad        | fotografisk kartläggning av Månens yta; medvetet kraschad efter uppdragets avslutning |      | [ 122 ]    |
| Luna 11                      | Luna 11                      | Sovjetunionen | 28 augusti, 1966 – 1 oktober, 1966         | kretsbanesond                                | lyckad        | |      | [ 123 ]    |
| Surveyor 2                   | Surveyor 2                   | NASA          | 23 september, 1966                         | landare                                      | misslyckad    | kraschade |      | [ 124 ]    |
| Luna 12                      | Luna 12                      | Sovjetunionen | 25 oktober, 1966 – 19 januari, 1967        | kretsbanesond                                | lyckad        | |      | [ 125 ]    |
| Lunar Orbiter 2              | Lunar Orbiter 2              | NASA          | 10 november, 1966 – 11 oktober, 1967       | kretsbanesond                                | lyckad        | fotografisk kartläggning av Månens yta; medvetet kraschad efter uppdragets avslutning |      | [ 126 ]    |
| Luna 13                      | Luna 13                      | Sovjetunionen | 24 december, 1966                          | landare                                      | lyckad        | |      | [ 127 ]    |
| Lunar Orbiter 3              | Lunar Orbiter 3              | NASA          | 8 februari, 1967 – 9 oktober, 1967         | kretsbanesond                                | lyckad        | fotografisk kartläggning av Månens yta; medvetet kraschad efter uppdragets avslutning |      | [ 128 ]    |
| Surveyor 3                   | Surveyor 3                   | NASA          | 20 april, 1967 – 4 maj, 1967               | landare                                      | lyckad        | |      | [ 129 ]    |
| Lunar Orbiter 4              | Lunar Orbiter 4              | NASA          | maj–oktober 1967                           | kretsbanesond                                | lyckad        | fotografisk kartläggning av Månen |      | [ 130 ]    |
| Explorer 35                  | Explorer 35                  | NASA          | juli 1967 – 24 juni, 1973                  | kretsbanesond                                | lyckad        | studerade av interplanetär plasma, magnetfält, energipartiklar och röntgenstrålar från solen |      | [ 131 ]    |
| Surveyor 4                   | Surveyor 4                   | NASA          | 17 juli, 1967                              | landare                                      | misslyckad    | kraschade in i Månen |      | [ 132 ]    |
| Lunar Orbiter 5              | Lunar Orbiter 5              | NASA          | 5 augusti, 1967 – 31 januari, 1968         | kretsbanesond                                | lyckad        | fotografisk kartläggning av Månens yta; medvetet kraschad efter uppdragets avslutning |      | [ 133 ]    |
| Surveyor 5                   | Surveyor 5                   | NASA          | 11 september, 1967 – 17 december, 1967     | landare                                      | lyckad        | |      | [ 134 ]    |
| Zond 1967A†                  | Zond 1967A†                  | Sovjetunionen | 28 september, 1967                         |                                              | misslyckad    | testflygning av månkapsel; uppskjutningen misslyckades |      | [ 1 ]      |
| Surveyor 6                   | Surveyor 6                   | NASA          | 10 november, 1967 – 14 december, 1967      | landare                                      | lyckad        | |      | [ 135 ]    |
| Zond 1967B†                  | Zond 1967B†                  | Sovjetunionen | 22 november, 1967                          |                                              | misslyckad    | testflygning av månkapsel; uppskjutningen misslyckades |      | [ 1 ]      |
| Surveyor 7                   | Surveyor 7                   | NASA          | 10 januari, 1968 – 21 februari, 1968       | landare                                      | lyckad        | |      | [ 136 ]    |
| Luna 1968A†                  | Luna 1968A†                  | Sovjetunionen | 7 februari, 1968                           | kretsbanesond?                               | misslyckad    | misslyckades med att lägga sig i bana runt jorden |      | [ 1 ]      |
| Zond 4                       | Zond 4                       | Sovjetunionen | 2 mars, 1968 (launch)                      |                                              |               | provflygning i Lunaprogrammet, styrdes iväg från Månen, antingen medvetet eller omedvetet |      | [ 137 ]    |
| Luna 14                      | Luna 14                      | Sovjetunionen | 10 april, 1968 – ?                         | kretsbanesond                                | lyckad        | |      | [ 138 ]    |
| Zond 1968A†                  | Zond 1968A†                  | Sovjetunionen | 23 april, 1968                             | förbiflygare?                                | misslyckad    | uppskjutningen misslyckades |      | [ 1 ]      |
| Zond 5                       | Zond 5                       | Sovjetunionen | 18 september, 1968                         | förbiflygare                                 | lyckad        | biovetenskapliga experiment |      | [ 139 ]    |
| Zond 6                       | Zond 6                       | Sovjetunionen | 14 november, 1968                          | förbiflygare                                 | lyckad        | kosmiska partiklar, mikrometeoriter och biovetenskapliga studier |      | [ 140 ]    |
| Zond 1969A†                  | Zond 1969A†                  | Sovjetunionen | 20 januari, 1969                           | förbiflygare                                 | misslyckad    | uppskjutningen avbruten |      | [ 1 ]      |
| Luna 1969A†                  | Luna 1969A†                  | Sovjetunionen | 19 februari, 1969                          | rover                                        | misslyckad    | bärraketen fungerade inte |      | [ 1 ]      |
| Zond L1S-1†                  | Zond L1S-1†                  | Sovjetunionen | 21 februari, 1969                          | kretsbanesond                                | misslyckad    | bärraketen fungerade inte |      | [ 1 ]      |
| Luna 1969B†                  | Luna 1969B†                  | Sovjetunionen | 15 april, 1969                             | provtagnings- och återföringssond?           | misslyckad    | uppskjutningen misslyckades |      | [ 1 ]      |
| Luna 1969C†                  | Luna 1969C†                  | Sovjetunionen | 14 juni, 1969                              | provtagnings- och återföringssond            | misslyckad    | uppskjutningen misslyckades |      | [ 1 ]      |
| Zond L1S-2†                  | Zond L1S-2†                  | Sovjetunionen | 3 juli, 1969                               | kretsbanesond                                | misslyckad    | uppskjutningen misslyckades |      | [ 1 ]      |
| Luna 15                      | Luna 15                      | Sovjetunionen | 21 juli, 1969                              | provtagnings- och återföringssond?           | misslyckad?   | slutförde 52 varv runt Månen innan den kraschlandade |      | [ 141 ]    |
| Zond 7                       | Zond 7                       | Sovjetunionen | 11 augusti, 1969                           | förbiflygare                                 | lyckad        | återvände för mjuklandning på jorden |      | [ 142 ]    |
| Kosmos 300                   | Kosmos 300                   | Sovjetunionen | 23 september, 1969                         | provtagnings- och återföringssond            | misslyckad    | misslyckades med att bryta sig lös från jordens bana |      | [ 143 ]    |
| Kosmos 305                   | Kosmos 305                   | Sovjetunionen | 22 oktober, 1969                           | provtagnings- och återföringssond            | misslyckad    | misslyckades med att bryta sig lös från jordens bana |      | [ 144 ]    |
| Luna 1970A†                  | Luna 1970A†                  | Sovjetunionen | 6 februari, 1970                           | provtagnings- och återföringssond?           | misslyckad    | bärraketen fungerade inte |      | [ 1 ]      |
| Luna 1970B†                  | Luna 1970B†                  | Sovjetunionen | 19 februari, 1970                          | kretsbanesond?                               | misslyckad    | bärraketen fungerade inte |      | [ 1 ]      |
| Luna 16                      | Luna 16                      | Sovjetunionen | 20 september, 1970                         | provtagnings- och återföringssond            | lyckad        | första robotliknande provtagnings- och återföringssonden |      | [ 145 ]    |
| Zond 8                       | Zond 8                       | Sovjetunionen | 24 oktober, 1970                           | förbiflygare                                 | lyckad        | återvände och mjuklandade på jorden |      | [ 146 ]    |
| Luna 17                      | Luna 17                      | Sovjetunionen | 17 november, 1970 – 4 oktober, 1971        | landare                                      | lyckad        | |      | [ 147 ]    |
|                              | Lunochod 1                   | Sovjetunionen | 17 november, 1970 – 4 oktober, 1971        | rover                                        | lyckad        | den första rovern; färdades över 10 km |      | [ 147 ]    |
| Luna 18                      | Luna 18                      | Sovjetunionen | 11 september, 1971                         | landare / provtagnings- och återföringssond? | misslyckad    | kraschade in i Månen |      | [ 148 ]    |
| Luna 19                      | Luna 19                      | Sovjetunionen | 3 oktober, 1971 – oktober 1972             | kretsbanesond                                | lyckad        | |      | [ 149 ]    |
| Luna 20                      | Luna 20                      | Sovjetunionen | 21 februari, 1972                          | provtagnings- och återföringssond            | lyckad        | den andra lyckade robotliknande provtagnings- och återföringssonden |      | [ 150 ]    |
| Sojuz L3†                    | Sojuz L3†                    | Sovjetunionen | 23 november, 1972                          | kretsbanesond                                | misslyckad    | uppskjutningen misslyckades |      | [ 1 ]      |
| Luna 21                      | Luna 21                      | Sovjetunionen | 15 januari, 1973 – maj 1973?               | landare                                      | lyckad        | |      | [ 151 ]    |
|                              | Lunochod 2                   | Sovjetunionen | 15 januari, 1973 – maj 1973?               | rover                                        | lyckad        | den andra rovern; färdades 37 km |      | [ 151 ]    |
| Explorer 49                  | Explorer 49                  | NASA          | 15 juni, 1973 – juni 1975                  | kretsbanesond                                | lyckad        | radioastronomi-observationer; sista amerikanska uppdraget till Månen fram till 1994 |      | [ 152 ]    |
| Mariner 10                   | Mariner 10                   | NASA          | november 1973                              | förbiflygare                                 | lyckad        | på väg mot Venus och Merkurius |      | [ 22 ]     |
| Luna 22                      | Luna 22                      | Sovjetunionen | 2 juni, 1974 – november 1974               | kretsbanesond                                | lyckad        | |      | [ 153 ]    |
| Luna 23                      | Luna 23                      | Sovjetunionen | 6 november, 1974                           | provtagnings- och återföringssond            | misslyckad    | skadades vid landningen, provtagnings- och återföringssond misslyckades |      | [ 154 ]    |
| Luna 1975A†                  | Luna 1975A†                  | Sovjetunionen | 16 oktober, 1975                           | provtagnings- och återföringssond            | misslyckad    | misslyckades med att lägga sig i bana runt jorden |      | [ 1 ]      |
| Luna 24                      | Luna 24                      | Sovjetunionen | 18 augusti, 1976                           | provtagnings- och återföringssond            | lyckad        | tredje och slutliga lyckade provtagnings- och återföringssond in Lunaprogrammet |      | [ 155 ]    |
| ICE (tidigare ISEE3)         | ICE (tidigare ISEE3)         | NASA          | 22 december, 1983                          | förbiflygare                                 | lyckad        | gravitationshjälp på väg mot en förbiflygning av en komet |      | [ 10 ]     |
| Hiten                        | Hiten                        | ISAS          | februari–april 1993                        | kretsbanesond                                | lyckad        | passerade Månen då den låg i bana runt jorden från januari 1990, senare flyttad till en bana runt Månen efter att Hagormo misslyckats; avsiktligen kraschad in i Månen efter avslutad mission; första Japanska rymdsonden av lägga sig i bana runt Månen |      | [ 156 ]    |
|                              | Hagoromo                     | ISAS          | mars 1990                                  | kretsbanesond                                | misslyckad    | släpptes av Hiten i en bana runt Månen, men sändaren misslyckades och banan kunde aldrig bekräftas |      | [ 156 ]    |
| Clementine                   | Clementine                   | BMDO/ NASA    | februari–juni 1994                         | kretsbanesond                                | delvis lyckad | observationer av Månen och jorden och tester av komponenter; planerad förbiflygning av Geographos misslyckades |      | [ 157 ]    |
| AsiaSat 3                    | AsiaSat 3                    | AsiaSat       | maj/juni 1998                              |                                              |               | trasig kommunikationssatellit, flög inom 6 200 kilometer från Månen då försök gjordes att korrigera banan |      | [ 158 ]    |
| Lunar Prospector             | Lunar Prospector             | NASA          | januari 1998 – juli 1999                   | kretsbanesond                                | lyckad        | kartlade Månens yta; kraschades medvetet in i en krater vid slutet på missionen för att undersöka om det skulle komma att frigöras vattenånga (inget upptäcktes)                                                                                         |      | [ 159 ]    |
| Nozomi                       | Nozomi                       | ISAS          | 24 september, 1998                         | förbiflygare                                 | lyckad        | gravitationshjälp på planerade uppdrag till Mars |      | [ 86 ]     |
| Nozomi                       | Nozomi                       | ISAS          | 18 december, 1998                          | förbiflygare                                 | lyckad        | gravitationshjälp på planerade uppdrag till Mars |      | [ 86 ]     |
| SMART-1                      | SMART-1                      | ESA           | 13 november, 2004 – 3 september, 2006      | kretsbanesond                                | lyckad        | prövade teknisk utrustning och studerade Månens geologi; kraschades medvetet in i Månen vid slutet på missionen; den första europeiska rymdsonden att lägga sig i bana runt Månen                                                                        |      | [ 160 ]    |
| LUNAR-A                      | LUNAR-A                      | JAXA          |                                            | kretsbanesond, penetrerare                   | inställd      | ursprungligen planerad för 2004, slutligen inställd 2007 |      | [ 161 ]    |
| SELENE (Kaguya)              | SELENE (Kaguya)              | JAXA          | 3 oktober, 2007 – planerad ettårig mission | kretsbanesond                                | i bana        | observationer av mineralogi, geografi, magnetism och gravitation |      | [ 162 ]    |
|                              | Okina (Relay Star)           | JAXA          | 9 oktober, 2007                            | hjälpsatellit för Kaguya                     | i bana        | sände vidare signaler för Kaguyass då den sonden befann sig på Månens baksida |      | [ 162 ]    |
|                              | Ouna (VRAD)                  | JAXA          | 12 oktober, 2007                           | hjälpsatellit för Kaguya                     | i bana        | Very Long Baseline Interferometry |      | [ 162 ]    |
| Chang'e 1                    | Chang'e 1                    | CNSA          | 5 november 2007                            | kretsbanesond                                | lyckad        | observation av geologi och kartläggning i 3D av Månen; den första kinesiska sonden att gå i bana runt en annan himlakropp än jorden |      | [ 163 ]    |
| Chang'e 1                    | Chang'e 1                    | CNSA          | 1 mars 2009                                | kraschlandare                                | lyckad        | observation av geologi och kartläggning i 3D av Månen; den första kinesiska sonden att gå i bana runt en annan himlakropp än jorden |      | [ 163 ]    |
| Chandrayaan-1                | Chandrayaan-1                | ISRO          | 8 november 2008                            | kretsbanesond                                | lyckad        | kartläggning i hög upplösning samt en spektralanalys av sammansättningen av Månens yta |      | [ 164 ]    |
| Chandrayaan-1                | Chandrayaan-1                | ISRO          | 8 november 2008                            | kraschlandare                                | lyckad        | kartläggning i hög upplösning samt en spektralanalys av sammansättningen av Månens yta |      | [ 164 ]    |
| Lunar Reconnaissance Orbiter | Lunar Reconnaissance Orbiter | NASA          | 23 juni 2009                               | kretsbanesond                                | lyckad        | undersökning av Månens resurser och identifikation av möjliga landningsplatser |      | [ 165 ]    |
|                              | LCROSS                       | NASA          | 9 oktober 2009                             | kraschlandare                                | lyckad        | undersökte spår av vatten som frigjordes vid ett nedslag på Månens yta |      | [ 166 ]    |
| Chang'e 2                    | Chang'e 2                    | CNSA          | 1 oktober 2010 - 27 augusti 2011           | kretsbanesond                                | lyckad        | skapade tredimensionell månkartor samt mäte och analyserade ytans innehåll |      | [ 167 ]    |
| Chang'e 2                    | Chang'e 2                    | CNSA          | 1 oktober 2010 - 27 augusti 2011           | landare                                      | lyckad        | skapade tredimensionell månkartor samt mäte och analyserade ytans innehåll |      | [ 167 ]    |
| Chang'e 3                    | Chang'e 3                    | CNSA          | 1 december 2013 - ?                        | landare                                      | lyckad        | |      | [ 168 ]    |
|                              | Yùtù (Jadekaninen)           | CNSA          | 1 december 2013 - ?                        | rover                                        | lyckad        | |      | [ 168 ]    |
| Chang'e 5-T1                 | Chang'e 5-T1                 | CNSA          | 23 oktober 2014                            | kretsbanesond                                | lyckad        | utprova teknik för att återföra ett markprov från månen till jorden |      | [ 169 ]    |
| Chang'e 5-T1                 | Chang'e 5-T1                 | CNSA          | 31 oktober 2014                            | kapsel                                       | lyckad        | utprova teknik för att återföra ett markprov från månen till jorden |      | [ 169 ]    |
| Chang'e 4                    | Chang'e 4                    | CNSA          | 8 december 2018 -                          | landare                                      | pågår         | Första landningen på månens baksida. |      |            |
|                              | Yùtù 2 (Jadekaninen 2)       | CNSA          | 3 januari 2019 -                           | rover                                        | pågår         | Första landningen på månens baksida. |      |            |
| Beresheet                    | Beresheet                    | SpaceIL       | 22 februari - 11 april 2019                | landare                                      | delvis lyckad | Första privata rymdsonden att gå in i omloppsbana runt månen och försök att landa på månen |      |            |
| Chandrayaan-2                | Chandrayaan-2                | ISRO          | 22 juli 2019 -                             | kretsare                                     | pågår         | Första försöket att landa på månens sydpol. |      | [ 170 ]    |
|                              | Vikram                       | ISRO          |                                            | landare                                      | delvis lyckad | Första försöket att landa på månens sydpol. |      | [ 170 ]    |
|                              | Pragyan                      | ISRO          |                                            | rover                                        | misslyckad    | Första försöket att landa på månens sydpol. |      | [ 170 ]    |
| Chang'e 5                    | Chang'e 5                    | CNSA          | 23 november 2020 -                         | landare                                      | pågår         | Hämta markprover från månen |      |            |

## Marssonder
| Rymdsond                        | Rymdsond                        | Organisation  | Datum                                                  | Typ                                                                  | Status          | Noteringar | Bild    | Referenser |
| ------------------------------- | ------------------------------- | ------------- | ------------------------------------------------------ | -------------------------------------------------------------------- | --------------- | --- | ------- | ---------- |
| Mars 1960A                      | Mars 1960A                      | Sovjetunionen | 10 oktober, 1960                                       | förbiflygare                                                         | misslyckad      | misslyckades med att lägga sig i bana runt jorden                                                                                                 |         | [ 171 ]    |
| Mars 1960B                      | Mars 1960B                      | Sovjetunionen | 14 oktober, 1960                                       | förbiflygare                                                         | misslyckad      | misslyckades med att lägga sig i bana runt jorden                                                                                                 |         | [ 172 ]    |
| Mars 1962A                      | Mars 1962A                      | Sovjetunionen | 24 oktober, 1962                                       | förbiflygare                                                         | misslyckad      | exploderade då den var på väg mot att lägga sig i bana runt jorden                                                                                |         | [ 173 ]    |
| Mars 1962B                      | Mars 1962B                      | Sovjetunionen | 11 november, 1962 (uppskjutning)                       | landare                                                              | misslyckad      | bröts sönder under förflyttningen mot Mars bana                                                                                                   |         | [ 174 ]    |
| Mars 1                          | Mars 1                          | Sovjetunionen | 19 juni, 1963                                          | förbiflygare                                                         | misslyckad      | kontakten förlorad på vägen; flög uppskattningsvis inom 193 000 km från Mars                                                                      |         | [ 175 ]    |
| Mariner 3                       | Mariner 3                       | NASA          | 5 november, 1964                                       | förbiflygare                                                         | misslyckad      | protective shield failed to eject, preventing craft from attaining correct trajectory                                                             |         | [ 176 ]    |
| Zond 2                          | Zond 2                          | Sovjetunionen | 6 augusti, 1965                                        | förbiflygare                                                         | misslyckad      | kontakten förlorad på vägen; flög inom 1 500 km från Mars                                                                                         |         | [ 177 ]    |
| Mariner 4                       | Mariner 4                       | NASA          | 15 juli, 1965                                          | förbiflygare                                                         | lyckad          | första närbilderna av Mars |         | [ 178 ]    |
| Mariner 6                       | Mariner 6                       | NASA          | 31 juli, 1969                                          | förbiflygare                                                         | lyckad          | |         | [ 179 ]    |
| Mariner 7                       | Mariner 7                       | NASA          | 5 augusti, 1969                                        | förbiflygare                                                         | lyckad          | |         | [ 180 ]    |
| Mars 1969A                      | Mars 1969A                      | Sovjetunionen | 27 mars, 1969                                          | kretsbanesond                                                        | misslyckad      | uppskjutningen misslyckades |         | [ 181 ]    |
| Mars 1969B                      | Mars 1969B                      | Sovjetunionen | 2 april, 1969                                          | kretsbanesond                                                        | misslyckad      | uppskjutningen misslyckades |         | [ 182 ]    |
| Mariner 8                       | Mariner 8                       | NASA          | 9 maj, 1971                                            | kretsbanesond                                                        | misslyckad      | bärraketen fungerade inte |         | [ 183 ]    |
| Mariner 9                       | Mariner 9                       | NASA          | 14 november, 1971                                      | kretsbanesond                                                        | lyckad          | första rymdsonden att gå i bana runt en annan planet                                                                                              |         | [ 184 ]    |
| Mars 2                          | Mars 2                          | Sovjetunionen | november 1971 – augusti 1972                           | kretsbanesond                                                        | lyckad          | första ryska rymdsonden att gå i bana runt en annan planet                                                                                        |         | [ 185 ]    |
|                                 | Mars 2 Lander                   | Sovjetunionen | 27 november, 1971                                      | landare och rover                                                    | misslyckad      | kraschade; första av människor gjorda objektet att nå Mars yta                                                                                    |         | [ 186 ]    |
| Mars 3                          | Mars 3                          | Sovjetunionen | december 1971 – augusti 1972                           | kretsbanesond                                                        | delvis lyckad   | uppnådde en annan bana än vad som var planerat på grund av otillräckligt bränsle                                                                  |         | [ 187 ]    |
|                                 | Mars 3 Lander                   | Sovjetunionen | 2 december, 1971                                       | landare och rover                                                    | misslyckad      | kontakten förlorad strax efter dess mjuklandning                                                                                                  |         | [ 188 ]    |
| Kosmos 419                      | Kosmos 419                      | Sovjetunionen | 10 maj, 1971                                           | kretsbanesond                                                        | misslyckad      | misslyckades med att bryta sig lös från jordens bana                                                                                              |         | [ 189 ]    |
| Mars 4                          | Mars 4                          | Sovjetunionen | 10 februari, 1974                                      | kretsbanesond / förbiflygare                                         | misslyckad      | den initiala planen med att lägga sig i omloppsbana misslyckades och sonden blev istället en förbiflygare                                         |         | [ 190 ]    |
| Mars 5                          | Mars 5                          | Sovjetunionen | februari 1974                                          | kretsbanesond                                                        | lyckad          | |         | [ 191 ]    |
| Mars 6                          | Mars 6                          | Sovjetunionen | 12 mars, 1974                                          | förbiflygare                                                         | lyckad          | |         | [ 192 ]    |
|                                 | Mars 6 Lander                   | Sovjetunionen | 12 mars, 1974                                          | landare                                                              | misslyckad      | kraschlandade, kontakten förlorad |         | [ 192 ]    |
| Mars 7                          | Mars 7                          | Sovjetunionen | 9 mars, 1974                                           | förbiflygare                                                         | lyckad          | |         | [ 193 ]    |
|                                 | Mars 7 Lander                   | Sovjetunionen | 9 mars, 1974                                           | landare                                                              | misslyckad      | missade Mars |         | [ 193 ]    |
| Viking 1 (kretsbanesond)        | Viking 1 (kretsbanesond)        | NASA          | juni 1976 – augusti 1980                               | kretsbanesond                                                        | lyckad          | |         | [ 194 ]    |
|                                 | Viking 1 Lander                 | NASA          | 20 juli, 1976 – 13 november, 1982                      | landare                                                              | lyckad          | första bilderna från ytan |         | [ 195 ]    |
| Viking 2 (kretsbanesond)        | Viking 2 (kretsbanesond)        | NASA          | augusti 1976 – juli 1978                               | kretsbanesond                                                        | lyckad          | |         | [ 196 ]    |
|                                 | Viking 2 Lander                 | NASA          | 3 september, 1976 – 11 april, 1980                     | landare                                                              | lyckad          | |         | [ 197 ]    |
| Phobos 1                        | Phobos 1                        | Sovjetunionen | 7 juli, 1988 (uppskjutning)                            | kretsbanesond                                                        | misslyckad      | kontakten förlorad på väg mot Mars |         | [ 198 ]    |
| Phobos 2                        | Phobos 2                        | Sovjetunionen | 29 januari, 1989 – 27 mars, 1989                       | kretsbanesond                                                        | delvis lyckad   | uppnådde att lägga sig i bana runt Mars, men kontakten förlorades strax innan fasen då den började närma sig Phobos och släppa lös Phoboslandarna |         | [ 199 ]    |
| Mars Observer                   | Mars Observer                   | NASA          | 25 september, 1992 (uppskjutning)                      | kretsbanesond                                                        | misslyckad      | kontakten förlorad strax innan inträdet i bana runt Mars                                                                                          |         | [ 200 ]    |
| Mars 96                         | Mars 96                         | RKA           | 16 november, 1996 (uppskjutning)                       | kretsbanesond                                                        | misslyckad      | misslyckades med att bryta sig lös från jordens bana                                                                                              |         | [ 201 ]    |
| Mars 96                         | Mars 96                         | RKA           | 16 november, 1996 (uppskjutning)                       | landare                                                              | misslyckad      | misslyckades med att bryta sig lös från jordens bana                                                                                              |         | [ 202 ]    |
| Mars 96                         | Mars 96                         | RKA           | 16 november, 1996 (uppskjutning)                       | landare                                                              | misslyckad      | misslyckades med att bryta sig lös från jordens bana                                                                                              | [ 203 ] |            |
| Mars 96                         | Mars 96                         | RKA           | 16 november, 1996 (uppskjutning)                       | penetrerare                                                          | misslyckad      | misslyckades med att bryta sig lös från jordens bana                                                                                              |         | [ 204 ]    |
| Mars 96                         | Mars 96                         | RKA           | 16 november, 1996 (uppskjutning)                       | penetrerare                                                          | misslyckad      | misslyckades med att bryta sig lös från jordens bana                                                                                              | [ 205 ] |            |
| Mars Pathfinder                 | Mars Pathfinder                 | NASA          | 4 juli, 1997 – 27 september, 1997                      | landare                                                              | lyckad          | |         | [ 206 ]    |
|                                 | Sojourner                       | NASA          | 6 juli, 1997 – 27 september, 1997                      | rover                                                                | lyckad          | första rovern på Mars yta |         | [ 207 ]    |
| Mars Global Surveyor            | Mars Global Surveyor            | NASA          | 12 september, 1997 – 2 november, 2006                  | kretsbanesond                                                        | lyckad          | |         | [ 208 ]    |
| Mars Climate Orbiter            | Mars Climate Orbiter            | NASA          | 23 september, 1999                                     | kretsbanesond                                                        | misslyckad      | inträdet i bana runt Mars misslyckades på grund av navigationsfel                                                                                 |         | [ 209 ]    |
| Mars Polar Lander               | Mars Polar Lander               | NASA          | 3 december, 1999                                       | landare                                                              | misslyckad      | kontakten förlorad strax innan inträdet i den marsianska atmosfären                                                                               |         | [ 210 ]    |
|                                 | Deep Space 2 "Amundsen"         | NASA          | 3 december, 1999                                       | penetrerare                                                          | misslyckad      | kontakten förlorad strax innan inträdet i den marsianska atmosfären                                                                               |         | [ 211 ]    |
|                                 | Deep Space 2 "Scott"            | NASA          | 3 december, 1999                                       | penetrerare                                                          | misslyckad      | kontakten förlorad strax innan inträdet i den marsianska atmosfären                                                                               |         | [ 211 ]    |
| 2001 Mars Odyssey               | 2001 Mars Odyssey               | NASA          | 24 oktober, 2001 – fortfarande aktiv (i oktober 2016)  | kretsbanesond                                                        | lyckad          | |         | [ 212 ]    |
| Mars Surveyor 2001 Lander       | Mars Surveyor 2001 Lander       | NASA          | 2001                                                   | landare                                                              | inställd        | |         | [ 213 ]    |
| Nozomi                          | Nozomi                          | ISAS          | 14 december, 2003                                      | kretsbanesond / förbiflygare                                         | misslyckad      | planerna med att lägga sig i bana runt Mars misslyckades och sonden blev istället en förbiflygare                                                 |         | [ 86 ]     |
| NetLander                       | NetLander                       | CNES/ ESA     |                                                        | landare                                                              | inställd        | |         | [ 214 ]    |
| Mars Express                    | Mars Express                    | ESA           | 25 december, 2003 – fortfarande aktiv (i oktober 2016) | kretsbanesond                                                        | lyckad          | första europeiska sonden i bana runt Mars |         | [ 215 ]    |
|                                 | Beagle 2                        | UK            | 25 december, 2003                                      | landare                                                              | misslyckad      | ingen kontakt efter landningen |         | [ 216 ]    |
| MER-A "Spirit"                  | MER-A "Spirit"                  | NASA          | 4 januari, 2004 – 22 mars, 2010                        | rover                                                                | lyckad          | |         | [ 217 ]    |
| MER-B "Opportunity"             | MER-B "Opportunity"             | NASA          | 25 januari, 2004 – fortfarande aktiv (2016)            | rover                                                                | lyckad          | |         | [ 218 ]    |
| Mars Reconnaissance Orbiter     | Mars Reconnaissance Orbiter     | NASA          | 10 mars, 2006 – fortfarande aktiv (september 2016)     | kretsbanesond                                                        | lyckad          | |         | [ 219 ]    |
| Rosetta                         | Rosetta                         | ESA           | 25 februari, 2007                                      | förbiflygare                                                         | lyckad          | gravitationshjälp på väg mot möten med asteroider och kometer                                                                                     |         | [ 89 ]     |
| Phoenix                         | Phoenix                         | NASA          | 25 maj - 2 november, 2008                              | landare                                                              | lyckad landning | samlade in markprov nära den norra polen för att undersöka Mars vattenhistoria och möjligheterna för liv där                                      |         | [ 220 ]    |
| Dawn                            | Dawn                            | NASA          | mars 2009                                              | förbiflygare                                                         | lyckad          | gravitationshjälp på väg mot Vesta och Ceres |         | [ 221 ]    |
| Mars Telecommunications Orbiter | Mars Telecommunications Orbiter | NASA          | 2010                                                   | kretsbanesond                                                        | inställd        | |         | [ 222 ]    |
| Curiosity                       | Curiosity                       | NASA          | 6 augusti, 2012                                        | rover                                                                | lyckad          | |         | [ 223 ]    |
| Astrobiology Field Laboratory   | Astrobiology Field Laboratory   | NASA          | 2016                                                   | rover                                                                | inställd        | |         | [ 224 ]    |
| ExoMars Trace Gas Orbiter       | ExoMars Trace Gas Orbiter       | ESA RKA       | oktober 2016                                           | kretsbanesond                                                        | lyckad          | |         | [ 225 ]    |
|                                 | Schiaparelli                    | ESA RKA       | oktober 2016                                           | landare                                                              | misslyckad      | |         |            |
| InSight                         | InSight                         | NASA          | maj 2018                                               | landare                                                              | på väg          | Skulle skjutits upp 2016, men ett fel på ett av de vetenskapliga instrumenten gjorde att uppskjutningen flyttades till 2018.                      |         | [ 226 ]    |
|                                 | MarCO A "WALL-E"                | NASA          | maj 2018                                               | förbiflygare                                                         | på väg          | Ska studera InSight´s inträde i Mars atmosfär |         |            |
|                                 | MarCO B "Eva"                   | NASA          | maj 2018                                               | förbiflygare                                                         | på väg          | Ska studera InSight´s inträde i Mars atmosfär |         |            |
| ExoMars                         | ExoMars                         | ESA           | 2016                                                   | rover                                                                | planerad        | |         | [ 227 ]    |
| Mars Sample Return Mission      | Mars Sample Return Mission      | NASA/ ESA     | 2024?                                                  | kretsbanesond, landare, rover, och provtagnings- och återföringssond | under studie    | |         | [ 224 ]    |

### Phobossonder
| Rymdsond    | Rymdsond    | Organisation  | Datum                              | Typ                               | Status      | Noteringar                                                                 | Bild | Referenser |
| ----------- | ----------- | ------------- | ---------------------------------- | --------------------------------- | ----------- | -------------------------------------------------------------------------- | ---- | ---------- |
| Fobos 1     | Fobos 1     | Sovjetunionen | 7 juli, 1988 (uppskjutning)        | landare                           | misslyckad  | kontakten förlorad på väg mot Mars                                         |      | [ 198 ]    |
| Fobos 2     | Fobos 2     | Sovjetunionen | 27 mars, 1989 (kontakten förlorad) | landare                           | misslyckad  | nådde Mars omloppsbana; kontakten förlorad innan utplaceringen av landaren |      | [ 199 ]    |
| Aladdin     | Aladdin     | NASA          |                                    | provtagnings- och återföringssond | inte utvald |                                                                            |      | [ 228 ]    |
| Fobos-Grunt | Fobos-Grunt | RKA           | 9 november 2009                    | provtagnings- och återföringssond | misslyckad  | misslyckades med att bryta sig lös från jordens bana                       |      | [ 229 ]    |

## Jupitersonder
| Rymdsond                   | Rymdsond                   | Organisation  | Datum                                 | Typ                          | Status | Noteringar | Bild | Referenser |
| -------------------------- | -------------------------- | ------------- | ------------------------------------- | ---------------------------- | ------ | --- | ---- | ---------- |
| Pioneer 10                 | Pioneer 10                 | NASA          | 3 december, 1973                      | förbiflygare                 | lyckad | första sonden att korsa asteroidbältet. Det första människoskapade objektet att lämna Solsystemet och nå det interstellära mediet.                                                                |      | [ 230 ]    |
| Pioneer 11                 | Pioneer 11                 | NASA          | 4 december, 1974                      | förbiflygare                 | lyckad | fortsatte för att besöka Saturnus |      | [ 231 ]    |
| Voyager 1                  | Voyager 1                  | NASA          | 5 mars, 1979                          | förbiflygare                 | lyckad | fortsatte för att besöka Saturnus |      | [ 232 ]    |
| Voyager 2                  | Voyager 2                  | NASA          | 9 juli, 1979                          | förbiflygare                 | lyckad | fortsatte för att besöka Saturnus, Uranus och Neptunus |      | [ 233 ]    |
| Ulysses (första passagen)  | Ulysses (första passagen)  | ESA NASA      | februari 1992                         | förbiflygare                 | lyckad | gravitationshjälp på väg mot inclined heliocentric orbit for solar polar observations |      | [ 11 ]     |
| Galileo (kretsbanesond)    | Galileo (kretsbanesond)    | NASA/ DLR     | 7 december, 1995 – 21 september, 2003 | kretsbanesond / förbiflygare | lyckad | flög även förbi ett åtskilliga av Jupiters månar; första rymdsonden att gå i bana runt Jupiter; första förbiflygaren av en asteroid; vid slutet av missionen kraschades den medvetet in i Jupiter |      | [ 234 ]    |
|                            | Galileo Probe              | NASA/ DLR     | 7 december, 1995                      | atmosfärssond                | lyckad | första sonden att träda in i Jupiters atmosfär |      | [ 235 ]    |
| Cassini                    | Cassini                    | NASA/ ESA ASI | december 2000                         | förbiflygare                 | lyckad | gravitationshjälp på väg mot Saturnus |      | [ 75 ]     |
| Ulysses (andra passagen)   | Ulysses (andra passagen)   | ESA NASA      | 2003–04                               | avlägsen förbiflygare        | lyckad | |      | [ 11 ]     |
| New Horizons               | New Horizons               | NASA          | 28 februari, 2007                     | förbiflygare                 | lyckad | gravitationshjälp på väg mot Pluto |      | [ 236 ]    |
| Juno                       | Juno                       | NASA          | 5 juli 2016                           | kretsbanesond                | pågår  | |      | [ 237 ]    |
| Jupiter Icy Moons Explorer | Jupiter Icy Moons Explorer | ESA           | 14 april 2023                         | kretsbanesond                | pågår  | |      | [ 238 ]    |

### Europasonder
| Rymdsond                  | Rymdsond                  | Organisation | Datum | Typ           | Status   | Noteringar | Bild | Referenser |
| ------------------------- | ------------------------- | ------------ | ----- | ------------- | -------- | ---------- | ---- | ---------- |
| Europa Orbiter            | Europa Orbiter            | NASA         |       | kretsbanesond | inställd |            |      | [ 239 ]    |
| Jupiter Icy Moons Orbiter | Jupiter Icy Moons Orbiter | NASA         |       | kretsbanesond | inställd |            |      | [ 240 ]    |

### Ganymedessonder
| Rymdsond                  | Rymdsond                  | Organisation | Datum | Typ           | Status   | Noteringar | Bild | Referenser |
| ------------------------- | ------------------------- | ------------ | ----- | ------------- | -------- | ---------- | ---- | ---------- |
| Jupiter Icy Moons Orbiter | Jupiter Icy Moons Orbiter | NASA         |       | kretsbanesond | inställd |            |      | [ 240 ]    |

### Callistosonder
| Rymdsond                  | Rymdsond                  | Organisation | Datum | Typ           | Status   | Noteringar | Bild | Referenser |
| ------------------------- | ------------------------- | ------------ | ----- | ------------- | -------- | ---------- | ---- | ---------- |
| Jupiter Icy Moons Orbiter | Jupiter Icy Moons Orbiter | NASA         |       | kretsbanesond | inställd |            |      | [ 240 ]    |

## Saturnussonder
| Rymdsond   | Rymdsond   | Organisation | Datum                            | Typ           | Status | Noteringar | Bild | Referenser |
| ---------- | ---------- | ------------ | -------------------------------- | ------------- | ------ | --- | ---- | ---------- |
| Pioneer 11 | Pioneer 11 | NASA         | 1 september, 1979                | förbiflygare  | lyckad | besökte tidigare Jupiter |      | [ 231 ]    |
| Voyager 1  | Voyager 1  | NASA         | 12 november 1980                 | förbiflygare  | lyckad | besökte tidigare Jupiter |      | [ 232 ]    |
| Voyager 2  | Voyager 2  | NASA         | 5 augusti 1981                   | förbiflygare  | lyckad | besökte tidigare Jupiter; fortsatte och besökte Uranus och Neptunus |      | [ 233 ]    |
| Cassini    | Cassini    | NASA ESA ASI | 1 juli, 2004 – 15 september 2017 | kretsbanesond | lyckad | genomförde även förbiflygningar av ett nummer av Saturnus månar, och placerade ut landaren Huygens som hade Titan som mål; första rymdsonden att gå i bana runt Saturnus |      | [ 75 ]     |

### Titansonder
| Rymdsond | Rymdsond | Organisation | Datum           | Typ                      | Status | Noteringar                                                                            | Bild | Referenser |
| -------- | -------- | ------------ | --------------- | ------------------------ | ------ | ------------------------------------------------------------------------------------- | ---- | ---------- |
| Huygens  | Huygens  | ESA          | 14 januari 2005 | atmosfärssonder, landare | lyckad | placerades ut av Cassini; första rymdsonden att landa på en måne till en annan planet |      | [ 241 ]    |

## Uranussonder
| Rymdsond  | Rymdsond  | Organisation | Datum            | Typ          | Status | Noteringar                                                                          | Bild | Referenser |
| --------- | --------- | ------------ | ---------------- | ------------ | ------ | ----------------------------------------------------------------------------------- | ---- | ---------- |
| Voyager 2 | Voyager 2 | NASA         | 24 januari, 1986 | förbiflygare | lyckad | besökte tidigare Jupiter och Saturnus; fortsatte vidare i syfte att besöka Neptunus |      | [ 233 ]    |

## Neptunussonder
| Rymdsond        | Rymdsond        | Organisation | Datum            | Typ           | Status        | Noteringar                                    | Bild | Referenser |
| --------------- | --------------- | ------------ | ---------------- | ------------- | ------------- | --------------------------------------------- | ---- | ---------- |
| Voyager 2       | Voyager 2       | NASA         | 25 augusti, 1989 | förbiflygare  | lyckad        | besökte tidigare Jupiter, Saturnus och Uranus |      | [ 233 ]    |
| Neptune Orbiter | Neptune Orbiter | NASA         | 2030             | kretsbanesond | under studium |                                               |      | [ 242 ]    |

## Dvärgplanetsonder

### Ceressonder
| Rymdsond | Rymdsond | Organisation | Datum        | Typ           | Status | Noteringar | Bild | Referenser |
| -------- | -------- | ------------ | ------------ | ------------- | ------ | ---------- | ---- | ---------- |
| Dawn     | Dawn     | NASA         | 6 mars, 2015 | kretsbanesond | lyckad |            |      | [ 221 ]    |

### Plutosonder
| Rymdsond             | Rymdsond             | Organisation | Datum     | Typ          | Status   | Noteringar                                                                                     | Bild | Referenser |
| -------------------- | -------------------- | ------------ | --------- | ------------ | -------- | ---------------------------------------------------------------------------------------------- | ---- | ---------- |
| Pluto Fast Flyby     | Pluto Fast Flyby     | NASA         | 2010      | förbiflygare | inställd |                                                                                                |      |            |
| Pluto Kuiper Express | Pluto Kuiper Express | NASA         | 2012      | förbiflygare | inställd |                                                                                                |      | [ 243 ]    |
| New Horizons         | New Horizons         | NASA         | juli 2015 | förbiflygare | lyckad   | förbiflygning av flera andra objekt i Kuiperbältet följar (målet återstår ännu att besluta om) |      | [ 236 ]    |

## Asteroidsonder
| Mål               | Rymdsond                       | Rymdsond                       | Organisation  | Datum                             | Typ                               | Status           | Noteringar | Bild | Referenser |
| ----------------- | ------------------------------ | ------------------------------ | ------------- | --------------------------------- | --------------------------------- | ---------------- | --- | ---- | ---------- |
| 951 Gaspra        | Galileo                        | Galileo                        | NASA          | 29 oktober, 1991                  | förbiflygare                      | lyckad           | på väg mot Jupiter; minsta avståndet 1900 km                                                                                        |      | [ 73 ]     |
| 243 Ida           | Galileo                        | Galileo                        | NASA          | 28 augusti, 1993                  | förbiflygare                      | lyckad           | på väg mot Jupiter;minsta avståndet 2400 km; upptäckte den första dubbelasteroid Dactyl                                             |      | [ 73 ]     |
| 1620 Geographos   | Clementine                     | Clementine                     | BMDO/ NASA    | 1994                              | förbiflygare                      | misslyckad       | förbiflygningen inställd på grund av tekniskt fel på utrustningen                                                                   |      | [ 157 ]    |
| 253 Mathilde      | NEAR Shoemaker                 | NEAR Shoemaker                 | NASA          | 27 juni, 1997                     | förbiflygare                      | lyckad           | flög inom 1 200 km från 253 Mathilde på vägen mot 433 Eros                                                                          |      | [ 85 ]     |
| 433 Eros          | NEAR Shoemaker                 | NEAR Shoemaker                 | NASA          | januari 1999                      | kretsbanesond                     | misslyckad       | blev en förbiflygare på grund av mjukvaru- och kommunikationsproblem (efterföljande försök att lägga sig i bana lyckades; se nedan) |      | [ 85 ]     |
| 9969 Braille      | Deep Space 1                   | Deep Space 1                   | NASA          | 29 juli, 1999                     | förbiflygare                      | delvis lyckad    | inga närbilder på grund av problem med kameran; fortsatte för att besöka kometen 19P/Borrelly                                       |      | [ 244 ]    |
| 2685 Masursky     | Cassini                        | Cassini                        | NASA/ ESA ASI | 23 januari, 2000                  | avlägsen förbiflygare             | lyckad           | på väg mot Saturnus |      | [ 75 ]     |
| 433 Eros          | NEAR Shoemaker                 | NEAR Shoemaker                 | NASA          | februari 2000 – februari 2001     | kretsbanesond, blev en landare    | lyckad           | improviserad landning av kretsbanesonden vid slutet av uppdraget                                                                    |      | [ 85 ]     |
| 5535 Annefrank    | Stardust                       | Stardust                       | NASA          | 2 november 2002                   | avlägsen förbiflygare             | lyckad           | fortsatte för att besöka kometen 81P/Wild                                                                                           |      | [ 87 ]     |
| 4660 Nereus       | Hayabusa                       | Hayabusa                       | ISAS          |                                   | provtagnings- och återföringssond | inställd         | omdirigerad till 25143 Itokawa |      | [ 88 ]     |
| 25143 Itokawa     | Hayabusa                       | Hayabusa                       | ISAS          | 2005–07                           | provtagnings- och återföringssond | har anlänt       | färden tillbaka till jorden började i april 2007 och sonden planeras anlända 2010; tillståndet för proverna är okänt                |      | [ 88 ]     |
| 25143 Itokawa     |                                | MINERVA                        | ISAS          | 12 november, 2005                 | hopper                            | misslyckad       | missade målet |      | [ 88 ]     |
| 3840 Mimistrobell | Rosetta                        | Rosetta                        | ESA           | 2006                              | förbiflygare                      | inställd         | omdirigerad |      | [ 89 ]     |
| 4979 Otawara      | Rosetta                        | Rosetta                        | ESA           | 2006                              | förbiflygare                      | inställd         | omdirigerad |      | [ 89 ]     |
| 132524 APL        | New Horizons                   | New Horizons                   | NASA          | juni 2006                         | avlägsen förbiflygare             | lyckad           | på väg mot Pluto |      | [ 236 ]    |
| 2867 Šteins       | Rosetta                        | Rosetta                        | ESA           | 5 september, 2008                 | förbiflygare                      | lyckad           | |      | [ 89 ]     |
| 21 Lutetia        | Rosetta                        | Rosetta                        | ESA           | 10 juli, 2010                     | förbiflygare                      | lyckad           | fortsatte mot kometen 67P/Churyumov-Gerasimenko                                                                                     |      | [ 89 ]     |
| 4 Vesta           | Dawn                           | Dawn                           | NASA          | 16 juli, 2011 - 5 september, 2012 | kretsbanesond                     | lyckad           | fortsatte mot Ceres |      | [ 221 ]    |
| 4660 Nereus       | Near Earth Asteroid Prospector | Near Earth Asteroid Prospector | SpaceDev      |                                   | provtagnings- och återföringssond | inställd         | |      | [ 245 ]    |
| 162173 Ryugu      | Hayabusa 2                     | Hayabusa 2                     | ISAS          | 3 december 2014                   | provtagnings- och återföringssond | på väg mot målet | |      | [ 246 ]    |
| 101955 Bennu      | OSIRIS-REx                     | OSIRIS-REx                     | NASA          | 8 september 2016                  | provtagnings- och återföringssond | på väg mot målet | |      | [ 247 ]    |

## Kometsonder
| Mål                          | Rymdsond                         | Rymdsond                         | Organisation | Datum                              | Typ                                             | Status        | Noteringar | Bild | Referenser |
| ---------------------------- | -------------------------------- | -------------------------------- | ------------ | ---------------------------------- | ----------------------------------------------- | ------------- | --- | ---- | ---------- |
| 21P/Giacobini-Zinner         | ICE (tidigare ISEE3)             | ICE (tidigare ISEE3)             | NASA         | 11 september, 1985                 | förbiflygare                                    | lyckad        | sonden kallades tidigare ISEE3 och studerade solen men fick ett förändrat uppdrag och påbörjade studier av kometer |      | [ 10 ]     |
| 1P/Halley                    | Vega 1                           | Vega 1                           | SAS          | 6 mars 1986                        | förbiflygare                                    | lyckad        | minsta avståndet 8 890 km; besökte tidigare Venus                                                                  |      | [ 67 ]     |
| 1P/Halley                    | Suisei                           | Suisei                           | ISAS         | 8 mars 1986                        | förbiflygare                                    | lyckad        | 151 000 km |      | [ 84 ]     |
| 1P/Halley                    | Vega 2                           | Vega 2                           | SAS          | 9 mars 1986                        | förbiflygare                                    | lyckad        | minsta avståndet 8 890 km; besökte tidigare Venus                                                                  |      | [ 70 ]     |
| 1P/Halley                    | Sakigake                         | Sakigake                         | ISAS         | mars 1986                          | avlägsen förbiflygare                           | delvis lyckad | minsta avståndet 6,99 miljoner km                                                                                  |      | [ 83 ]     |
| 1P/Halley                    | Giotto                           | Giotto                           | ESA          | 14 mars, 1986                      | förbiflygare                                    | lyckad        | minsta avståndet 596 km; fortsatte för att besöka 26P/Grigg-Skjellerup                                             |      | [ 82 ]     |
| 1P/Halley                    | ICE (tidigare ISEE3)             | ICE (tidigare ISEE3)             | NASA         | 28 mars 1986                       | distant obser- vations                          | lyckad        | minsta avståndet 32 miljoner km; besökte tidigare kometen 21P/Giacobini-Zinner                                     |      | [ 10 ]     |
| 26P/Grigg-Skjellerup         | Giotto                           | Giotto                           | ESA          | 10 juli 1992                       | förbiflygare                                    | lyckad        | besökte tidigare Halleys komet                                                                                     |      | [ 82 ]     |
| 45P/ Honda-Mrkos-Pajdusakova | Sakigake                         | Sakigake                         | ISAS         | 1996                               | förbiflygare                                    | misslyckad    | kontakten förlorad; besökte tidigare Halleys komet                                                                 |      | [ 83 ]     |
| 21P/Giacobini-Zinner         | Sakigake                         | Sakigake                         | ISAS         | 1998                               | förbiflygare                                    | misslyckad    | kontakten förlorad; besökte tidigare Halleys komet                                                                 |      | [ 83 ]     |
| 55P/Tempel-Tuttle            | Suisei                           | Suisei                           | ISAS         | 1998                               | förbiflygare                                    | misslyckad    | övergiven på grund av brist på bränsle; besökte tidigare Halleys komet                                             |      | [ 84 ]     |
| 21P/Giacobini-Zinner         | Suisei                           | Suisei                           | ISAS         | 1998                               | förbiflygare                                    | misslyckad    | övergiven på grund av brist på bränsle; besökte tidigare Halleys komet                                             |      | [ 84 ]     |
| 19P/Borrelly                 | Deep Space 1                     | Deep Space 1                     | NASA         | 22 september, 2001                 | förbiflygare                                    | lyckad        | besökte tidigare asteroiden 9969 Braille                                                                           |      | [ 244 ]    |
| 2P/Encke                     | CONTOUR                          | CONTOUR                          | NASA         | 2003                               | förbiflygare                                    | misslyckad    | kontakten förlorad strax efter uppskjutningen                                                                      |      | [ 248 ]    |
| 81P/Wild                     | Stardust                         | Stardust                         | NASA         | 2 januari, 2004                    | förbiflygare, provtagnings- och återföringssond | lyckad        | prover återfördes till jorden i januari 2006; besökte även asteroiden 5535 Annefrank                               |      | [ 87 ]     |
| 9P/Tempel                    | Deep Impact                      | Deep Impact                      | NASA         | juli 2005                          | förbiflygare                                    | lyckad        | |      | [ 90 ]     |
| 9P/Tempel                    |                                  | (Deep Impact)                    | NASA         | 4 juli, 2005                       | kraschlandare                                   | lyckad        | |      | [ 90 ]     |
| 73P/ Schwassmann-Wachmann    | CONTOUR                          | CONTOUR                          | NASA         | 2006                               | förbiflygare                                    | misslyckad    | kontakten förlorad strax efter uppskjutningen                                                                      |      | [ 248 ]    |
| 6P/d'Arrest                  | CONTOUR                          | CONTOUR                          | NASA         | 2008                               | förbiflygare                                    | misslyckad    | kontakten förlorad strax efter uppskjutningen                                                                      |      | [ 248 ]    |
| 103P/Hartley                 | Deep Impact (redesignated EPOXI) | Deep Impact (redesignated EPOXI) | NASA         | 11 oktober 2010                    | förbiflygare                                    | lyckad        | missionen förlängd (målet ändrat från kometen 85P/Boethin)                                                         |      | [ 90 ]     |
| 9P/Tempel                    | Stardust (redesignated NExT)     | Stardust (redesignated NExT)     | NASA         | 14 februari 2011                   | förbiflygare                                    | lyckad        | missionen förlängd                                                                                                 |      | [ 87 ]     |
| 46P/Wirtanen                 | Rosetta                          | Rosetta                          | ESA          | 2011                               | kretsbanesond                                   | inställd      | omdirigerad till 67P/Churyumov-Gerasimenko                                                                         |      | [ 89 ]     |
| 67P/Churyumov- Gerasimenko   | Rosetta                          | Rosetta                          | ESA          | 6 augusti 2014 - 30 september 2016 | kretsbanesond                                   | lyckad        | |      | [ 89 ]     |
| 67P/Churyumov- Gerasimenko   |                                  | Philae                           | ESA          | 3 november 2014                    | landare                                         | delvis lyckad | |      | [ 249 ]    |

## Kuiperbältssonder
| Rymdsond     | Rymdsond     | Organisation | Datum          | Typ          | Status               | Noteringar                                      | Bild | Referenser |
| ------------ | ------------ | ------------ | -------------- | ------------ | -------------------- | ----------------------------------------------- | ---- | ---------- |
| New Horizons | New Horizons | NASA         | 1 januari 2019 | förbiflygare | lyckad               | förbiflygning av 486958 Arrokoth i Kuiperbältet |      | [ 236 ]    |
| New Horizons | New Horizons | NASA         |                | förbiflygare | har ännu inte anlänt | möjlig förbiflygning av PT2 och PT3             |      | [ 236 ]    |

## Sonder som lämnar solsystemet
| Rymdsond     | Organisation | Noteringar | Bild | Referenser |
| ------------ | ------------ | --- | ---- | ---------- |
| Pioneer 10   | NASA         | Lämnade Jupiter i december 1973. Uppdraget slutade i mars 1997. Sista kontakten skedde den 23 januari 2003. Antas nu vara slut och inga ytterligare planer på att kontakta sonden föreligger. |      | [ 230 ]    |
| Pioneer 11   | NASA         | Lämnade Saturnus i september 1979. Den sista kontakten skedde 1995. Sondens antenn kan inte styras till att åter riktas mot jorden och det är okänt om den fortfarande sänder. Inga ytterligare försök att kontakta sonden är planerade. |      | [ 231 ]    |
| Voyager 1    | NASA         | Lämnade Saturnus i november 1980. Nådde augusti 2012 som första sond heliopausen, heliosfärens ändpunkt, där solvinden är så svag att kosmisk strålning blåser bort den. Sonden lämnade alltså slutligen solsystemet då. Sonden är ännu i regelbunden kontakt och sänder vetenskaplig data (2019). Förhoppning finns att kontakten skall fortsätta fram till åtminstone 2025. |      | [ 232 ]    |
| Voyager 2    | NASA         | Lämnade Neptunus i augusti 1989. Nådde heliopausen i november 2018 och lämnade då solsystemet. Sonden är ännu i regelbunden kontakt och sänder vetenskaplig data (2019). Förhoppning finns att kontakten skall fortsätta fram till åtminstone 2025. |      | [ 233 ]    |
| New Horizons | NASA         | På väg mot de yttersta delarna av solsystemet. Nådde Pluto i juli 2015 och asteroiden Arrokoth januari 2019. |      | [ 236 ]    |

## Andra sonder som lämnat jordens bana
För fullständighet listar den här delen sonder som har lämnat jorden (eller som kommer att göra det) men som inte har några av de ovan nämnda himlakropparna som mål.
| Rymdsond                                  | Rymdsond                                  | Organisation | Datum                                                       | Typ                                     | Status   | Noteringar                                                         | Bild | Referenser |
| ----------------------------------------- | ----------------------------------------- | ------------ | ----------------------------------------------------------- | --------------------------------------- | -------- | ------------------------------------------------------------------ | ---- | ---------- |
| WMAP                                      | WMAP                                      | NASA         | 30 juni 2001 - 8 september 2010                             | lagrangepunkt 2 mellan solen och jorden | lyckad   | observationer av den kosmiska bakgrundsstrålningen                 |      | [ 251 ]    |
| Spitzer Space Telescope                   | Spitzer Space Telescope                   | NASA         | 25 augusti 2003 (uppskjuten) – fortfarande aktiv (maj 2008) | följer jorden i en heliocentrisk bana   | lyckad   | infraröd astronomi                                                 |      | [ 252 ]    |
| Herschel Space Observatory                | Herschel Space Observatory                | ESA NASA     | 14 maj 2009                                                 | lagrangepunkt 2 mellan solen och jorden | lyckad   | undersökningar av hur galaxer och stjärnor bildas och utvecklas    |      | [ 253 ]    |
| Planck Surveyor                           | Planck Surveyor                           | ESA          | 14 maj 2009                                                 | lagrangepunkt 2 mellan solen och jorden | lyckad   | studerar de kosmiska mikrovågorna i bakgrundsstrålningen           |      | [ 254 ]    |
| Kepler                                    | Kepler                                    | NASA         | 7 mars 2009                                                 | följer jorden i en heliocentrisk bana   | lyckad   | söker efter exoplaneter                                            |      | [ 255 ]    |
| LISA Pathfinder                           | LISA Pathfinder                           | ESA          | 3 december 2015                                             | lagrangepunkt 1 mellan solen och jorden | lyckad   | testmission för det föreslagna gravitationsvågs observatoriet LISA |      | [ 256 ]    |
| Laser Interferometer Space Antenna (LISA) | Laser Interferometer Space Antenna (LISA) | ESA          | 2037                                                        | Ska följa jorden i heliocentrisk bana   | planeras | Gravitationsvågs observatorium                                     |      |            |